# Ландик Валентин Іванович
Валенти́н Іва́нович Ла́ндик (нар. 22 листопада 1946, Часів Яр, Артемівський район, Донецька область) — український промисловець і політик. Кандидат технічних наук (1997), доцент (1999), доктор економічних наук (2003).
Засновник Партії Праці. Засновник та член Партії регіонів. Президент Федерації настільного тенісу України (1997—2018)

## Біографія
Освіта: Краматорський індустріальний інститут, металургійний факультет (1964—1969), інженер-механік, «Обробка металів»; кандидатська дисертація «Розробка та дослідження вдосконалених технологічних методів обробки металів тиском при виробництві деталей побутових холодильних приладів»; докторська дисертація «Формування інноваційної стратегії великих машинобудівних підприємств» (Інститут економіки промисловості НАНУ, 2003).
08.-09.1969 — інженер-конструктор III категорії, 09.1969-05.70 — ст. інженер-технолог, Штеровський метизний завод, Міусинськ Луганської області.
05.1970-06.71 — служба в армії, в/ч 03192, Ленінградський ВО.
08.-10.1971 — майстер цеху ланцюгів № 1, 10.1971-09.73 — ст. інж.-технолог, 09.1973-02.77 — заступник нач. цеху ланцюгів № 3 з виробництва, 02.1977-01.80 — начальник цеху № 4, 01.1980-05.82 — начальник цеху ланцюгів № 3 Артемівського машинобудівного заводу «Перемога праці».
05.1982-11.85 — секретар парткому Артемівського машинобудівного заводу «Перемога праці».
11.1985-09.87 — директор Донецького заводу продовольчого машинобудування. 09.1987-06.93 — генеральний директор ВО «Електропобутмаш» (ПРаТ «Норд»), Донецьк.
06.1993-04.94 — Віце-прем'єр-міністр України з питань зовнішньоекономічної діяльності та інвестицій. 09.1993-08.94 — голова Агентства міжнародного співробітництва та інвестицій. 08.1993-02.95 — голова Міжвідомчого комітету України у справах ЄС.
1998-99 — президент ЗАТ «Група Норд», м. Київ. 1999—2001 — президент ПРаТ «Норд», м. Донецьк. 2001-02 — генеральний директор, головне підприємство ПРаТ «Група Норд», Донецьк.
Засновник та голова Партії праці (з 12.1992; 04.1998-11.2000 — Партія труда). Співголова Партії регіонального відродження «Трудова солідарність України» (11.2000-03.2001), заступник голови Партії регіонів (03.2001-05.03).
Радник Прем'єр-міністра на громадських засадах (03.2003-02.05). Довірена особа кандидата на пост Президента України Януковича в ТВО № 44 (2004-05).
2001—2018 — президент «АТ Норд».

## Сім'я
- Батько Іван Петрович (1914—1979);
- Мати Олександра Володимирівна (1923—1998);
- Брат Володимир Ландік (1949) — український промисловець і політик, народний депутат, член Партії регіонів (через неуважність паспортистки у братів різні прізвища)[9].

## Народний депутат
Народний депутат України 2-го скликання з 04.1994 (2-й тур) до 04.1998, Ленінський виборчий округ № 114, Донецької області. Голова підкомітету з зовнішньоекономічних зв'язків, заступник голови Комітету у закордонних справах і зв'язках з СНД. Член (уповноважений) групи «Незалежні».
1998 — кандидат в народні депутати, виборчий округ № 45 Донецької області. Зняв кандидатуру. 03.1998 — кандидат в народні депутати від блоку «Партія праці та Ліберальна партія — разом!», № 2 в списку.
Народний депутат України 4-го скликання 04.2002-04.06, виборчий округ № 44 Донецької області, висунутий блоком «За єдину Україну!». За 46.61 %, 20 суперників. На час виборів: президент ПРат «НОРД» (м. Донецьк), член Партії регіонів. Член фракції «Єдина Україна» (05.-06.2002), член фракції «Регіони України» (06.2002-09.05), член фракції Партії «Регіони України» (з 09.2005), член Комітету з питань економічної політики, управління народним господарством, власності та інвестицій (з 06.2002).
Народний депутат України 5-го скликання з 25.05.2006 до 23.11.2007 р. від Партії регіонів, № 18 в списку. Член Комітету з питань економічної політики (з 07.2006), член фракції Партії регіонів (з 05.2006).
Народний депутат України 6-го скликання з 23.11.2007 до 12.12.2012 р. від Партії регіонів, № 18 в списку. Член комітету з питань бюджету.
Один із 148 депутатів Верховної Ради України, які підписали звернення до Сейму Республіки Польща з проханням визнати геноцидом поляків події національно-визвольної війни України 1942—1944 років. Цей крок перший Президент України Леонід Кравчук кваліфікував як національну зраду.
Восени 2013 року виступав проти підписання Україною угоди про асоціацію з ЄС.

## Громадська діяльність
Президент Федерації настільного тенісу України з 1997 до 2018 р.; голова правління Всеукраїнської громадської організації «Україна. Порядок денний на XXI ст.»; заступник голови Політвиконкому Партії регіонів (з 04.2003); член президії і член правління Міжнародного союзу машинобудівників (з 03.2001).
Член Міжрегіональної асоціації промисловців України (з 1992), УСПП (з 1995). Академік Міжнародної академії холоду (з 1995).

## Наукова діяльність
Кандидат технічних наук (1997), доцент (1999), доктор економічних наук (2003).
Автор (співавтор) понад 50 наукових праць, зокрема автор монографії «Исследование технологических особенностей производства и использования в условиях машиностроительного предприятия холоднокатанных листов с переменной шереховатостью» (1996), брошур: «НОРД» и его люди" (1993), «Знаю куда идем…» (1994), «О реформах» (1994), «Еще имеет Украина шанс…» (1994), «Оздоровление экономики Украины через возрождение потребления» (2000), «Меморандум президента (откровения современного лидера)» (2002).

## Санкції
Відповідно до рішення РНБО України від 22 листопада 2024 року "Про застосування та скасування персональних спеціальних економічних та інших обмежувальних заходів (санкцій)", введеного в дію Указом Президента України  від 22 листопада 2024 року № 779/2024 позбавлений усіх Українських нагород.

## Нагороди
- Згідно Указу Президента України від 22 листопада 2024 року № 779/2024 «Про рішення Ради національної безпеки і оборони України від 22 листопада 2024 року „Про застосування та скасування персональних спеціальних економічних та інших обмежувальних заходів (санкцій)“» позбавлений всіх державних нагород.
- Лауреат Державної премії України в галузі науки і техніки (2003).
- Переможець Всеукраїнської акції «Золота фортуна» (1998).[13]
- Знаки «Шахтарська слава» III (1974), II (1979), I ст. (1984).
- Ордени «За заслуги» III (08.1999), II ст. (07.2002), I ст. (08.2011) (позбавлений).
- Герой України (з врученням ордена Держави, 21 листопада 2006) (позбавлений).
- Ордени «За трудові досягнення» IV ст. (2000), «Слава на вірність Вітчизні» III ст. (1999) (позбавлений).

## Пам'ять
- Ім'ям Ландика названа вулиця Петрівського району м. Донецька.
- Почесний громадянин Донецька[джерело?]